# 福州路 (上海)
福州路是位于今上海市黄浦区，俗称四马路。东起外滩中山东一路，西至西藏中路。长1544米，宽11.6～21.7米。
福州路是上海区域文化的源头，1897年商务印书馆在此开业标志着这里是中国近代出版业的崛起之地。福州路素有中华文化第一街的美誉，沿路拥有众多书店和文化用品商店，其中较著名的有上海书城、上海文化商厦等。
福州路还是一条美食文化街，拥有像杏花楼（343号，粤菜）、老正兴（556号，苏州菜）、老半斋（600号，淮扬菜）等许多家喻户晓的中华老字号美食品牌。
福州路的尽头西藏中路口原是会乐里，这一带曾经是著名的红灯区，1948年以前此处共计开设了151家妓院，而如今这里却矗立着现代化商业广场大楼，来福士广场。

## 历史

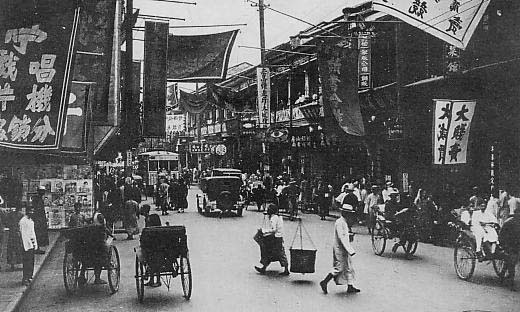
戰前的福州路

1850年前后开辟外滩到河南路一段，因西面通往基督教伦敦会教堂天安堂 (上海)（今山东中路），故名布道路、教会路（Mission Road）。1864年向西延伸，筑完全路。1865年以中国港口福州的名称正式命名为福州路。

## 特色

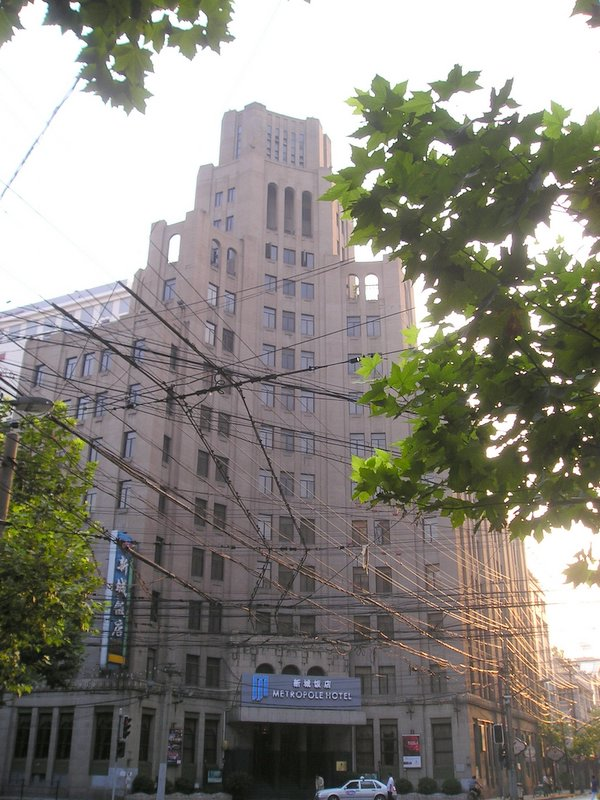
今日都城饭店

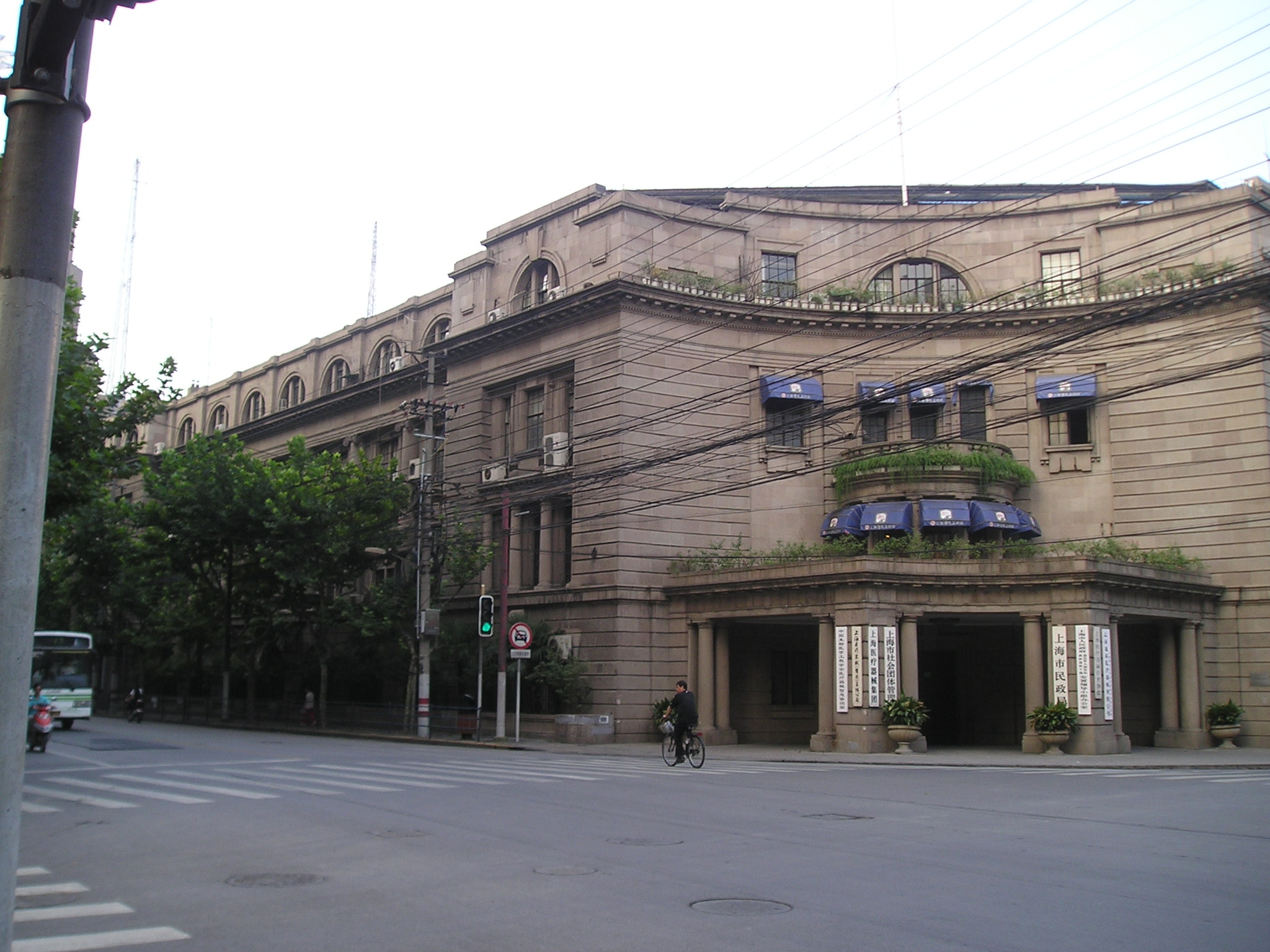
今日的工部局大厦正门

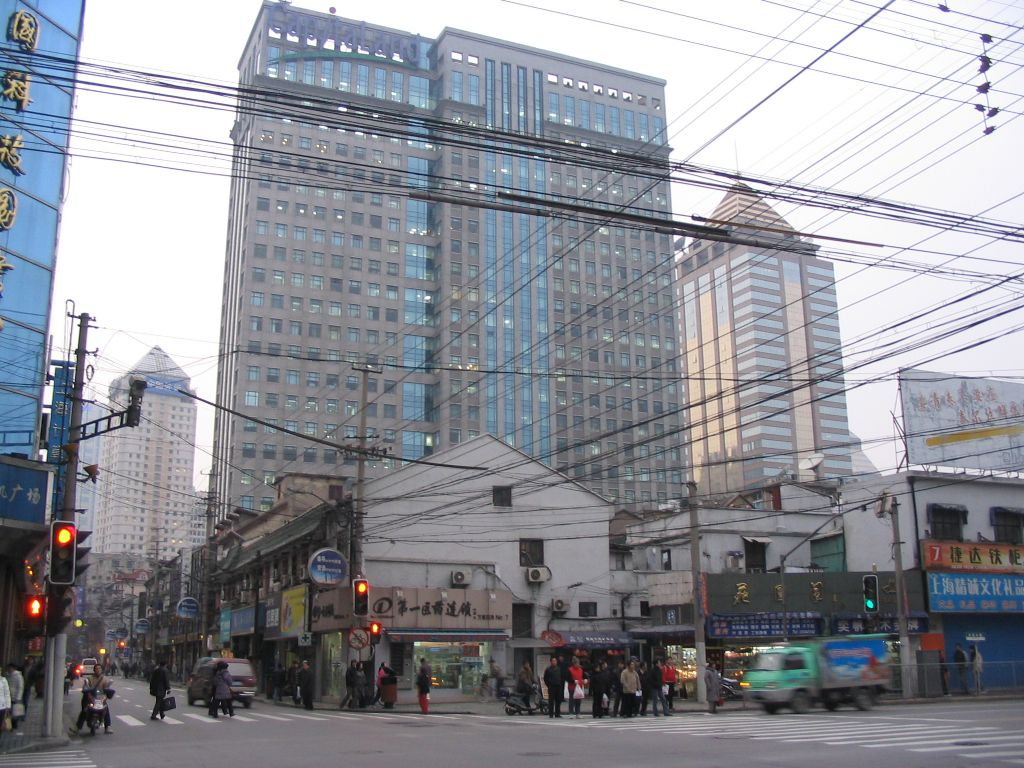
福州路（左）與河南中路

- 东段近外滩为金融贸易区，江西路口一带是上海公共租界的行政中心，有工部局、总巡捕房等机构。

### 文化街
福州路中段从20世纪初起就有“文化街”之称。1864年，上海最早的西方文化出版机构，伦敦会创办的墨海书馆，迁至福州路附近的麥家圈（山东中路仁济医院一带）。1916年，中华书局總店搬迁至福州路河南路转角，此后陆续有众多出版机构选址福州路：1931年大東書局遷入福州路310號，1932年世界書局迁入福州路390號，福州路形成全中国图书出版业的中心。1950年代公私合营以后，福州路的書店数量大为减少。今仍有上海外文图书公司、上海书城、上海古籍书店、上海文化商厦等。
20世纪上半叶
- 河南路211号：商务印书馆发行部
- 福州路259号：中华书局
- 福州路280号：商报馆
- 开明书店
- 福州路310号：大東書局
- 福州路338号：广益书局
- 福州路384號：生活書店
- 福州路390号：世界書局
- 福州路392号：正言出版社
- 福州路701号：天蟾舞台，（舞台后面云南路447号（今云南中路171-173号），是当时中共中央政治局的秘密机关）

21世纪初
- 河南中路221号：中国科技图书公司
- 福州路290号：扬振华笔庄
- 福州路305号：汇丰纸行
- 福州路318号：百腾大厦
- 福州路355号：上海文化商厦
- 福州路390号：上海外文图书公司
- 福州路401号：上海社科书店
- 福州路402号：上海美术用品商店
- 福州路424号：上海古籍书店
- 福州路424号：上海图书公司
- 福州路465号：上海书城
- 福州路579号：大众书局(福州路店)

### 美食街

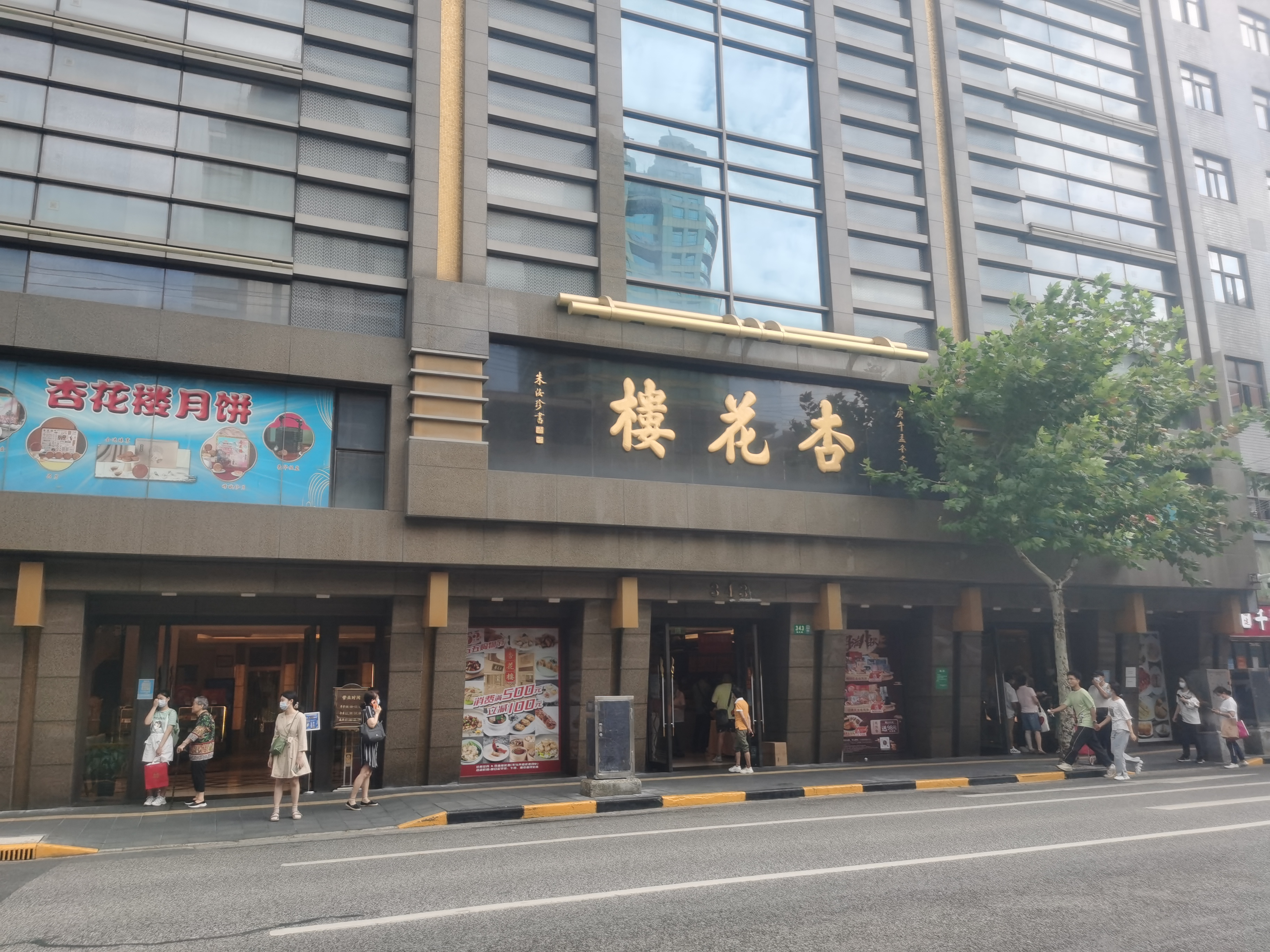
位于福州路343号的杏花楼总店

福州路还是一条美食文化街，拥有像杏花楼、老正兴、老半斋等许多家喻户晓的中华老字号美食品牌。
- 福州路343号：杏花楼（粤菜）
- 福州路556号：老正兴（苏州菜）
- 福州路600号：老半斋（淮扬菜）

## 沿路近代建筑
河南路口以东大多保留，属于外滩历史文化风貌区。河南路口以西，在1990年代大多改建为现代建筑。
- 汇丰银行大楼 (外滩)
- 17、19号：旗昌洋行大楼
- 44号：正广和公司
- 89号：中兴银行
- 汉弥尔登大楼
- 都城饭店
- 上海公共租界工部局大厦
- 建设大楼
- 185号：上海公共租界总巡捕房
- 209号：美国花旗总会
- 379弄50号：江苏旅社

## 交汇道路（由东到西）
- 中山东一路
- 四川中路
- 江西中路
- 河南中路
- 山东中路
- 山西南路
- 福建中路
- 湖北路
- 浙江中路
- 平望街
- 广西北路
- 云南中路
- 西藏中路